# Ненсі Їрджин
Ненсі Їрджин (англ. Nancy Yeargin; нар. 22 травня 1955) — колишня американська тенісистка.
Найвищим досягненням на турнірах Великого шолома було 3 коло в одиночному та парному розрядах.
Завершила кар'єру 1984 року.

## Фінали

### Парний розряд (1 поразка)
| Результат | Ранг | Дата         | Турнір                                   | Покриття | Партнерка      | Суперниці                            | Рахунок  |
| --------- | ---- | ------------ | ---------------------------------------- | -------- | -------------- | ------------------------------------ | -------- |
| Поразка   | 1.   | 9 січня 1984 | Virginia Slims of Pennsylvania 1984, США | Килим    | Енн Генрікссон | Катержина Богмова Марцела Скугерська | 1–6, 3–6 |